# Rocco Forte Hotel de Rome

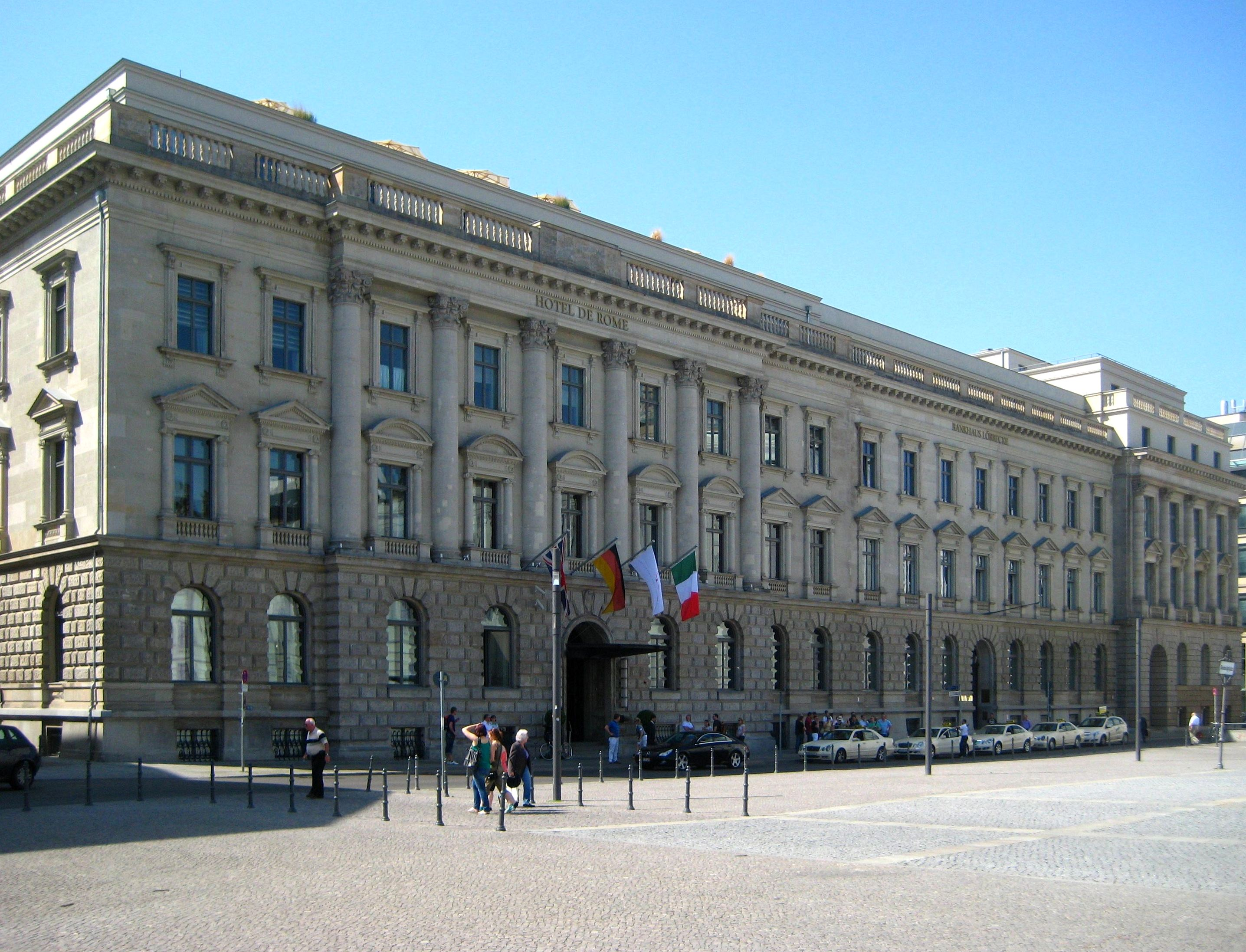
Rocco Forte Hotel de Rome, 2009

Das Rocco Forte Hotel de Rome ist ein luxuriöses Hotel im Berliner Ortsteil Mitte des gleichnamigen Bezirks. Es gehört zu den Rocco Forte Hotels, liegt in der Behrenstraße 37 am Bebelplatz und wurde im Oktober 2006 eröffnet. Der Name des Hotels erinnert an das Grand Hotel de Rome, das bis 1910 rund 400 Meter entfernt stand. In unmittelbarer Nähe befinden sich die St.-Hedwigs-Kathedrale und die Staatsoper Unter den Linden.
Das Hotel de Rome gehört zum Hotelverbund The Leading Hotels of the World.

## Geschichte

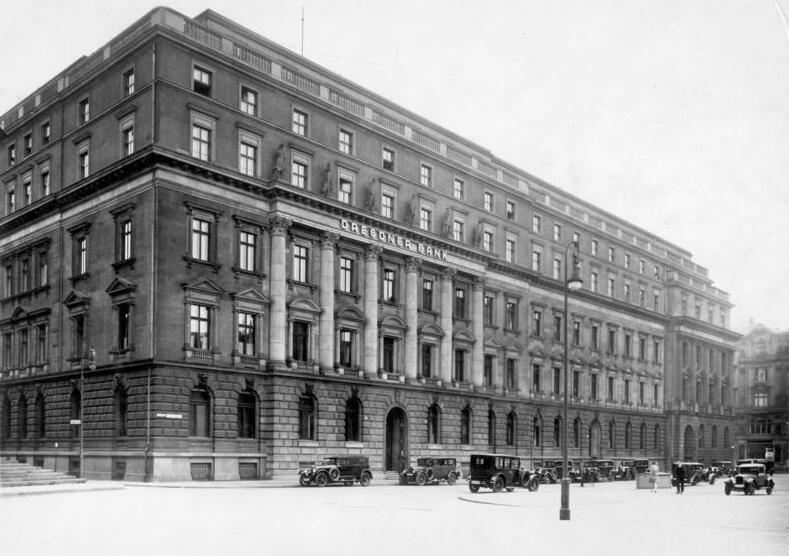
Dresdner Bank, 1926

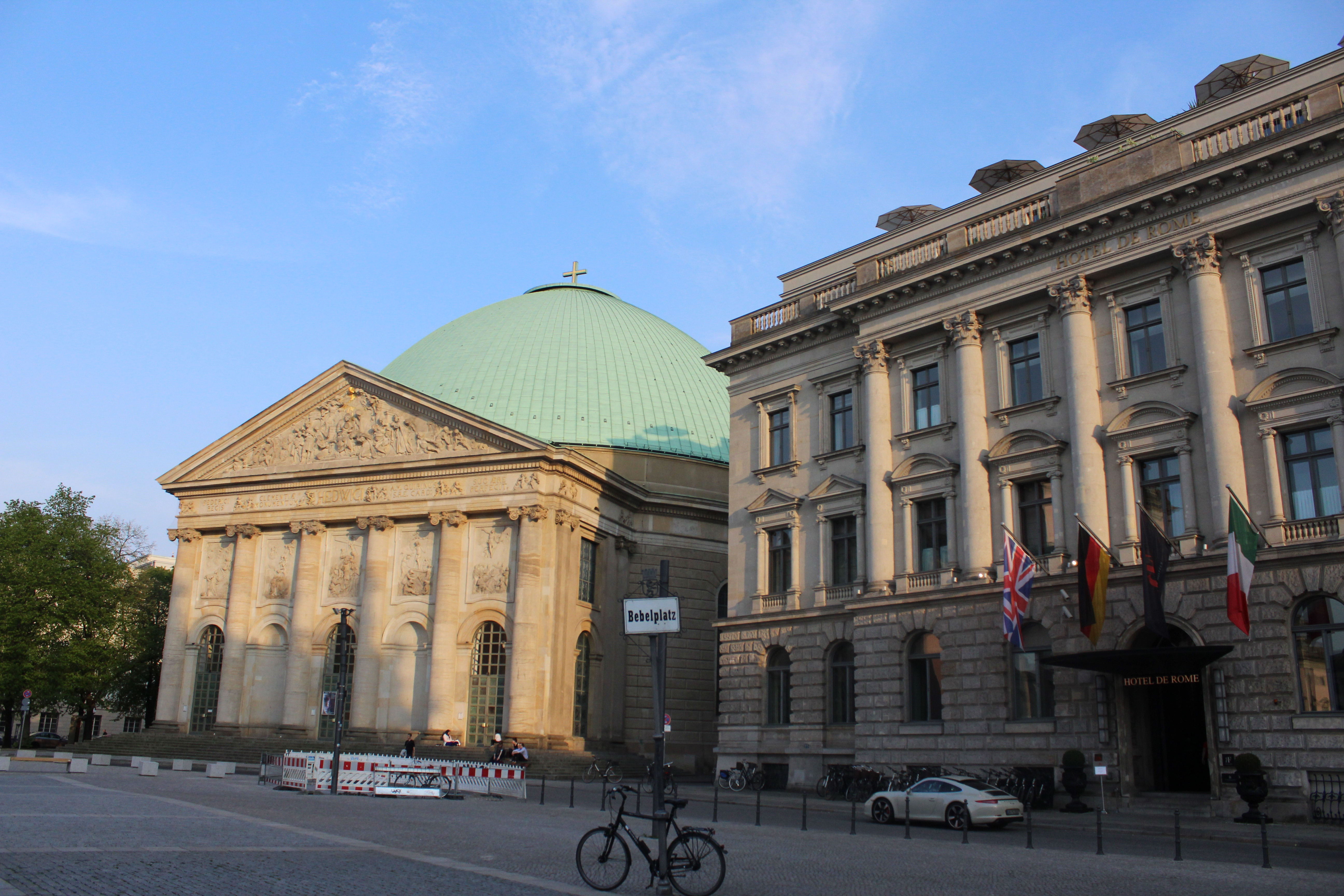
Hotel und St.-Hedwigs-Kathedrale (links)

Das zwischen 1887 und 1889 erbaute Gebäude diente bis 1945 als Hauptsitz der Dresdner Bank. Es wurde vom Architekten Ludwig Heim im Stil der italienischen Renaissance entworfen und hatte ursprünglich drei Etagen. 1923 wurden drei weitere Etagen nach den Plänen von Ludwig Hoffmann hinzugefügt, die 1952 bei der Beseitigung von Kriegsschäden entsprechend der von Richard Paulick beabsichtigten Harmonisierung der Größenverhältnisse wieder zurückgebaut wurden.
In der DDR-Zeit diente es kurzzeitig als Kino, Sitz der Bezirksleitung der SED und dann als Staatsbank der DDR. Nach der deutschen Wiedervereinigung 1990 stand der Gebäudekomplex für mehr als ein Jahrzehnt in weiten Teilen leer. Das Gebäude ist ein gelistetes Baudenkmal.

## Umnutzung
Im Jahr 2003 erwarb die Commerz Grundbesitz Investmentgesellschaft den Ostteil der ehemaligen Geschäftszentrale der Dresdner Bank. Er umfasst den Kern, den vollständig erhaltenen Teil an der Französischen Straße und den Zwischenteil an der Hedwigskirchgasse. Der neue Eigentümer vermietete das Grundstück für 20 Jahre an Rocco Forte. 2019 erwarb Caleus Capital Investors die Immobilie.
Die ehemaligen Büros der Bankdirektoren werden als eichenvertäfelte Suiten genutzt. Im Terrazzofußboden der einstigen Schalterhalle – des heutigen Ballsaals – stehen die Namen der Hauptgeschäftsstellen der Bank: Dresden, Bremen, London und Berlin.
Das Spa des Hotels befindet sich im ehemaligen Tresor der Bank. Die 15 Zentimeter dicken Stahltüren führen heute in ein Behandlungszimmer. Blattgold-Mosaike an den Wänden sollen an die Goldreserven der Bank erinnern, die hier aufbewahrt wurden. Im früheren Tresorraum der Schließfächer befindet sich das Hotelschwimmbad.
Das Hotel hat 108 Zimmer und 37 Suiten, die von Olga Polizzi (* 1946) gestaltet wurden, der Tochter des Firmengründers Charles Forte.
Im Hotel gibt es das italienische Restaurant Chiaro und die Bar The Rooftop Terrace, sowie den Opera Court für Afternoon Tea.

## Auszeichnungen
- 2013: European Finest Hotels: Eines der 70 besten Hotels in Europa[4]
- 2013: Varta-Führer: Empfehlung
- 2013: Der Feinschmecker: Restaurant Parioli ist eines der besten italienischen Restaurants in Berlin
- 2017: Forbes Travel Guide: Five-Star Hotel Rating Award
- 2018: Busche Gala Awards: Hotel des Jahres 2019
- 2022: Forbes Travel Guide: Five Star Award[11]

## Direktoren
- 2006–2015: Thies Sponholz
- 2015–2017: Peter Kienast
- 2017–2023: Gordon Debus[12]
- seit 2023: 0 Ulrich Schwer